# Micromelalopha similis
Micromelalopha similis är en fjärilsart som beskrevs av Wolfgang Dierl 1978. Micromelalopha similis ingår i släktet Micromelalopha och familjen tandspinnare. Inga underarter finns listade i Catalogue of Life.